# ФК Звијезда Градачац
ФК Звијезда Градачац (Ногометни клуб Звијезда Градачац) је фудбалски клуб из Градачца у Босни и Херцеговини, који се у сезони 2008/09. такмичио у Премијер лиги Босне и Херцеговини.
Своје домаће утакмице игра на стадиону Бања Илиџа који има капацитет од 5.000 места, од чега је 1.500 седећих.

## Историја
Клуб је основан 1922. године у Градачцу, под именом Вардар. То име је носио до завршетка Другог светског рата када добија нови назив по којем је познат и данас - Звијезда. До 1992.. године Звијезда се углавном такмичила у среској, зонској, регионалној и подсавезној лиги. Највећи успех у то време је постигла 1978. године када је постала члан Републичке лиге БиХ. Управа ФК Звијезде од распада Југославије има традицију да за тренере доводи само Србе.
Освајањем првог места у Првој лига Федерација Босне и Херцеговине у сезони 2007/08. Звиједа је први пут постала члан Премијер лиги Босне и Херцеговини, што је највећи успех клуба од оснивања. 

## Познати бивши играчи
- Амир Дургутовић
- Ешреф Јашаревић

## Познати бивши тренери
- Ратко Нинковић